# Diocesi di Irenopoli di Isauria
La diocesi di Irenopoli di Isauria (in latino Dioecesis Irenopolitana in Isauria) è una sede soppressa del patriarcato di Antiochia e una sede titolare della Chiesa cattolica.

## Storia
Irenopoli di Isauria, identificata con le rovine presso Çatalbadem (già Yukarı İrnebol), nel distretto di Ermenek in Turchia,, è un'antica sede episcopale della provincia romana di Isauria nella diocesi civile d'Oriente. Faceva parte del patriarcato di Antiochia ed era suffraganea dell'arcidiocesi di Seleucia, come attestato da una Notitia episcopatuum del patriarcato datata alla seconda metà del VI secolo.
Per un certo periodo, dopo l'occupazione araba di Antiochia, l'Isauria fu annessa al patriarcato di Costantinopoli. La diocesi di Irenopoli appare nelle Notitiae Episcopatuum di questo patriarcato nel IX, nel X e nel XIII secolo.
Sono una decina i vescovi noti di quest'antica diocesi. Dalla lista episcopale deve essere omesso il Giovanni che Le Quien, basandosi su fonti liturgiche greche, dice aver preso parte al concilio di Nicea nel 325. In realtà si tratta di un giovane monaco, futuro igumeno del monastero di Kathara, che prese parte al concilio niceno del 787 e che le leggende liturgiche e agiografiche inserirono tra i vescovi del primo concilio ecumenico.
I primi vescovi noti presero parte ai grandi concili ecumenici dei primi secoli cristiani : Filoteo al concilio di Costantinopoli del 381, Aurelio, avversario di Cirillo d'Alessandria, al concilio di Efeso del 431, e Menodoro, che al concilio di Calcedonia del 451 si fece rappresentare dal metropolita Basilio di Seleucia. Giuliano sottoscrisse nel 458 la lettera dei vescovi dell'Isauria all'imperatore Leone in seguito all'uccisione del patriarca Proterio di Alessandria. Un'iscrizione, datata tra il 574 e il 578, riporta il nome del vescovo Conone. Giorgio era presente al concilio in Trullo, celebratosi tra il 691 e il 692. Un anonimo vescovo di Irenopoli d'Isauria è menzionato, nell'815 circa, nella vita di Gregorio il Decapolita. Infine Euschemone partecipò al concilio di Costantinopoli dell'879-880 che riabilitò il patriarca Fozio di Costantinopoli.
Dal XIX secolo Irenopoli di Isauria è annoverata tra le sedi vescovili titolari della Chiesa cattolica; la sede è vacante dall'11 maggio 1971.

## Cronotassi

### Vescovi greci
- Filoteo † (menzionato nel 381)
- Aurelio † (menzionato nel 431)
- Menodoro † (menzionato nel 451)
- Giuliano † (menzionato nel 458)
- Conone † (menzionato nel 574/578 circa)
- Giorgio † (prima del 691 - dopo il 692)
- Anonimo † (menzionato nell'815 circa)
- Euschemone † (prima dell'879 - dopo l'880)

### Vescovi titolari
- Stefano Missir † (28 febbraio 1837 - 10 dicembre 1863 deceduto)
- Luigi Ciurcia, O.F.M. † (27 luglio 1866 - 15 luglio 1881 deceduto)
- Luigi Matera † (30 marzo 1882 - 29 novembre 1891 deceduto)[6]
- Anatol Novak (Nowak) † (17 dicembre 1900 - 30 settembre 1924 nominato vescovo di Przemyśl)[7]
- Giuseppe Ridolfi † (12 agosto 1915 - 28 novembre 1925 deceduto)
- Edward Aloysius Mooney † (18 gennaio 1926 - 28 agosto 1933 nominato arcivescovo, titolo personale, di Rochester)
- Paul-Marie-André Richaud † (21 dicembre 1933 - 27 luglio 1938 nominato vescovo di Laval)
- Jean-Germain Mousset, M.E.P. † (13 dicembre 1938 - 8 giugno 1957 deceduto)
- James Vincent Pardy, M.M. † (4 luglio 1958 - 10 marzo 1962 nominato vescovo di Cheongju)
- Jožef Pogačnik † (28 febbraio 1963 - 2 marzo 1964 nominato arcivescovo di Lubiana)
- George Alapatt † (14 giugno 1970 - 11 maggio 1971 dimesso)